# (486958) 2014 MU69
(486958) 2014 MU69 الملقب بالتيما ثولي هو جسم حزام كايبر كلاسيكي وهدف الطيران التالي لمسبار نيو هورايزونز. بعد إنتهاء مهمة بلوتو.(لقب في البداية "PT1" و "1110113Y" من قبل فريقي نيو هورايزونز وهابل على التوالي).وتم اختياره كهدف جديد لمسبار نيو هورايزونز في أغسطس 2015. 
بعد أربعة تغييرات للمسار في شهري أكتوبر ونوفمبر 2015،  نيو هورايزونز  في طريقها الآن نحو 2014 MU69.

## الإكتشاف
أكتشف 2014 MU69 في 26 يونيو عام 2014،باستخدام تليسكوب الفضاء هابل خلال مسح أولي للعثور على جرم حزام كايبر مناسب لمسبار نيو هورايزون ليحلق بقربة.وكان هذا الاكتشاف يتطلب استخدام مرصد هابل الفضائي ، لأن قدرة الظاهري البالغ 27 تقريبا خافت جدا بالنسبة إلى جميع التليسكوبات الأخرى. ومرصد هابل قادر أيضا على قياس الفلك الدقيق جدا، وبالتالي تحديد مدار موثوق به.

## التسمية
عندما رصد 2014 MU69 لأول مرة أطلق علية 1110113Y, ولقبة "11"، للاختصار. وقد أعلنت وكالة ناسا عنة كهدف محتمل لمسبار نيو هورايزونز في أكتوبر 2014 وتم تعيينه PT1 («الهدف المحتمل 1»). وتسميتة الرسمية 2014 MU69 من قبل مركز الكواكب الصغيرة في مارس 2015 بعد أن تم جمع المعلومات المدارية الكافية.
الاسم 2014 MU69 تسمية فلكية مؤقتة تشير إلى أنة كان الجرم 1745 (("U" => 20 الحرف الثاني) + ("69" × 25)) المكتشف بين 16 و 30 يونيو 2014 ("2014", "M").

## الخصائص
استنادا إلى السطوع والمسافة قدر في البداية قطر 2014 MU69 في حدود 18-41 كم (10-30 ميل) ولكن عمليات الرصد التي تمت في عام 2017 خلصت مبدئيا إلى أن الجرم ربما يكون أصغر إلى حد ما أو أكثر إشراقا مما كان متوقعا. وفترتة المدارية أكثر قليلا من 295 سنة، وله ميل وانحراف منخفض بالمقارنة مع الأجرام الأخرى في حزام كايبر. وتشير هذه الخصائص المدارية إلى أنة جرم حزام كايبر كلاسيكي بارد لا يحتمل أن يكون قد خضع لاضطرابات مدارية كبيرة. وخفضت عمليات الرصد التي تمت في مايو ويوليو 2015، وكذلك في شهري يوليو وأكتوبر 2016 إلى حد كبير من الشك حول مدار 2014 MU69 . الخصائص المدارية المحدثة متاحة في قاعدة البيانات مركز الكواكب الصغيرة.

## احتجاب
في 3 يونيو 2017 رصد أول حدث احتجاب فلكي ناشئ عن جرم في حزام كايبر عندما أحتجب نجم خلف MU69  لمدة ثانيتين في حين أن MU69 نفسه استعصي عن الرصد المباشر وتشير هذه البيانات إلى أن MU69 قد لا يكون معتم أو أصغر مما كان يتوقع بعض العلماء وعاكس للغاية ، أو قد يكون جرم ثنائي أو حتى سرب من الأجسام الصغيرة من مخلفات الوقت الذي تشكلت فيه الكواكب في النظام الشمسي.
إن التقديرات الأولية لقطر MU69، التي تستند أساسا إلى البيانات التي تم التقاطها من قبل مرصد هابل الفضائي منذ اكتشاف MU69 في عام 2014، تقع في نطاق 12-25 ميل (20-40 كيلومتر) - على الرغم من البيانات المأخوذة من عمليات الرصد المستندة إلى الأرض تشير إلى أن حجمة أصغر من المتوقع وأصغر حتى من تقديرات حدث الاحتجاب 

## وصلة خارجية
- (486958) 2014 MU69 في قاعدة بيانات مختبر الدفع النفاث لأجرام النظام الشمسي الصغيرة

- الاكتشاف · مخطط المدار ·  العناصر المدارية · المعلمات المادية